# Mortal Kombat: Cuộc chiến sinh tử
Mortal Kombat: Cuộc chiến sinh tử là một bộ phim điện ảnh thuộc thể loại hành động võ thuật xen giả tưởng của Mỹ công chiếu năm 2021, do Simon McQuoid đạo diễn, cùng với các biên kịch Greg Russo và Dave Callaham, phát triển trên cốt truyện của Oren Uziel và Russo. Phim là tác phẩm dựa trên series trò chơi cùng tên của Ed Boon và John Tobias. Các diễn viên chính trong phim gồm có Lewis Tan, Jessica McNamee, Josh Lawson, Tadanobu Asano, Mehcad Brooks, Lâm Lộ Địch, Hoàng Kinh Hán, Joe Taslim và Hiroyuki Sanada.

## Phân vai
- Lewis Tan vai Cole Young[4]
- Jessica McNamee vai Sonya Blade
- Mehcad Brooks vai Major Jackson "Jax" Briggs
- Lâm Lộ Địch vai Liu Kang
- Max Huang vai Kung Lao
- Tadanobu Asano vai Raiden
- Josh Lawson vai Kano
- Hoàng Kinh Hán vai Shang Tsung
- Joe Taslim vai Bi-Han / Sub-Zero[5]
- Hiroyuki Sanada vai Hanzo Hasashi / Scorpion
- Sisi Stringer vai Mileena[6]
- Daniel Nelson vai Kabal[7]
- Elissa Cadwell vai Nitara[8]
- Matilda Kimber vai Emily Young[9][10]
- Laura Brent vai Alison Young[11]

## Sản xuất

### Diễn viên
Joe Taslim là diễn viên đầu tiên được tiết lộ khi phim bắt đầu ghi hình vào tháng 7/2019, anh vào vai ninja Sub-Zero. Tháng 8 cùng năm đó, Mehcad Brooks, Tadanobu Asano, Sisi Stringer và Ludi Lin được công bố sẽ lần lượt vào các vai Jax, Raiden, Mileena và Liu Kang. Một tháng sau, Josh Lawson, Jessica McNamee, Chin Han và Hiroyuki Sanada tham gia dự án, lần lượt đảm nhận các vai Kano, Sonya Blade, Shang Tsung và Scorpion. Ngoài các nhân vật có sẵn từ game, phim còn có một nhận vật riêng là Cole Young, do Lewis Tan thủ vai.

## Phát hành
Phim hiện dự kiến ra rạp vào ngày 23/4/2021. Ban đầu hãng Warner Bros dự định chiếu vào ngày 15/1, sau đó lùi sang 5/3 cùng năm do ảnh hưởng của đại dịch Covid-19. Giống như nhiều phim khác trong năm 2021, tác phẩm cũng sẽ được Warner Bros trình chiếu cùng lúc trên kênh HBO Max trong vòng một tháng, sau đó phim sẽ được gỡ xuống và đăng trở lại khi đĩa DVD được phát hành chính thức.